# شقلاوه
شَقلاوه یا شَقلاوا یکی از شهرهای کوچک در کردستان عراق است.
شهر شقلاوه در استان اربیل قرار دارد و در جاده اربیل به شهر سردشت ایران قرار گرفته‌است.
در شمال و خاور شقلاوه کوهستان سورک (به بلندای ۹۰۰ متر) و در باختر و جنوب آن کوهی به نام سفین (به بلندای ۱۴۵۷ متر) قرار دارد.
در پیرامون شقلاوا یکی از قبایل مهم کردستان عراق به نام خوشناو زندگی می‌کنند.
در شقلاوه در کنار مسلمانان اقلیتی از مسیحیان و یهودیان نیز زندگی می‌کنند که طی دهه‌های آخر سده بیستم شمار زیادی از یهودیان شقلاوه و کردستان عراق به‌طور کل به اسرائیل مهاجرت کرده‌اند.

## گردشگری
شقلاوه منطقه‌ای سرسبز و پرمیوه است و پیش از حمله آمریکا به عراق یکی از تفرجگاه‌های تابستانی محبوب میان عراقیان بشمار می‌آمد.

### تسهیلات گردشگری شقلاوا
- مهمانپذیر شقلاوا
- دهکده گردشگری شقلاوا
- اردوی گردشگری

## نام
نام شقلاوه پیش از سده دوازدهم هجری در جایی ذکر نشده‌است. پس از آن تاریخ نام این مکان به گونه‌های زیر ذکر کرده‌اند:
- شقلاباذ (یاقوت حموی)
- شقلابند (کتاب شهداءالفرس)
- شقلاباد (یکی از دستنوشته‌های دینی کلیسای کلدانی از ۱۸۵۹م)
- شقاباد (حسین حزنی مکریانی در تاریخ میران سوران)
- شق یا شقل (ملا جمیلبندی مترجم کتاب شرفنامه بدلیسی به عربی)
- شاقلی اوا (محمدامین زکی در تاریخ کرد و کردستان)
- شکاباد (منبع بالایی)
- شقل‌آباد (عبدالرحمن در معجم اللغه الکردیه)
- شتلافی (نام ارمنی به معنی بسیار زیبا)

موثق‌ترین معنی ای که برای این نام آمده «آبادشده توسط آب و درخت» است.
می‌توان شهر شقلاوه را جزو زیباترین شهرهای عراق دانست.

## اماکن مسیحی
آرامگاه‌های مسیحی:
1. مار ترونیس
2. مار گئورگیس
3. ماریوسف
4. مارت شمونی
5. دیر ربان بیا
6. مار عبد یشوع

کنیسه‌ها:
- ۱- کنیسه ماریوحنا.

1. کنیسه مار توما
2. کنیسه مار اورها
3. کنسیه مریم عذرا
4. کنسیه انتقال عذراء